# AS Roma Futsal
El A.S. Roma Futsal  es un equipo italiano de fútbol sala de la ciudad de Roma. Fue fundado en 2004 producto de la fusión de dos exitosos clubes romanos: Roma RCB y Gruppo Sportivo BNL. Actualmente compite la Serie C de la Divisione Calcio a 5.

## Plantilla 2007/2008
|   | Nac.      | Nombre                   | Sobrenombre  | Ruolo     |
| - | --------- | ------------------------ | ------------ | --------- |
| x | Italia    | Fabrizio De Vincentis    | DE VINCENTIS | Portero   |
| x | Brasil    | Fagner Parizzi Berte     | PARIZZI      | Ala       |
| x | Paraguay  | José Rotella Aguiles     | ROTELLA      | Ala-Pivot |
| x | Argentina | Gaston Galiñanes         | GALIÑANES    | Ala       |
| x | Italia    | Stefano Farsetti         | FARSETTI     | Ala       |
| x | Italia    | Mirko Scano              | SCANO        | Pivot     |
| x | Italia    | Fortunato Cannata        | CANNATA      | Ala       |
| x | Italia    | Federico Armellini       | ARMELLINI    | Ala       |
| x | Italia    | Riccardo Ianiri          | IANIRI       | Ala       |
| x | Italia    | Alessandro Niceforo      | NICEFORO     | Ala       |
| x | Brasil    | Ezequiel Guerino Cavasin | CAVASIN      | Ala       |
| x | Italia    | Fabricio Calderolli      | CALDEROLLI   | Ala       |
| x | Brasil    | Cristiano Scandolara     | SCANDOLARA   | Universal |
| x | Brasil    | Richard Cipolla          | CIPOLLA      | Universal |
| x | Argentina | Marcos Cabrera           | CABRERA      | Universal |

Entrenador:  Remo Arnaudi

## Palmarés
- Campeón de Serie A1: 1987/1988, 1988/1989, 1989/1990, 1990/1991, 2000/2001 (Roma RCB); 1991/1992, 1994/1995, 1995/1996, 1996/1997 (Gruppo Sportivo BNL).
- Copa Italia: 1989, 1990 (Roma RCB).
- Campeonato de Europa de Clubes: 1989/1990 (Roma RCB), 1995/1996 (Gruppo Sportivo BNL).